# Szyny były złe

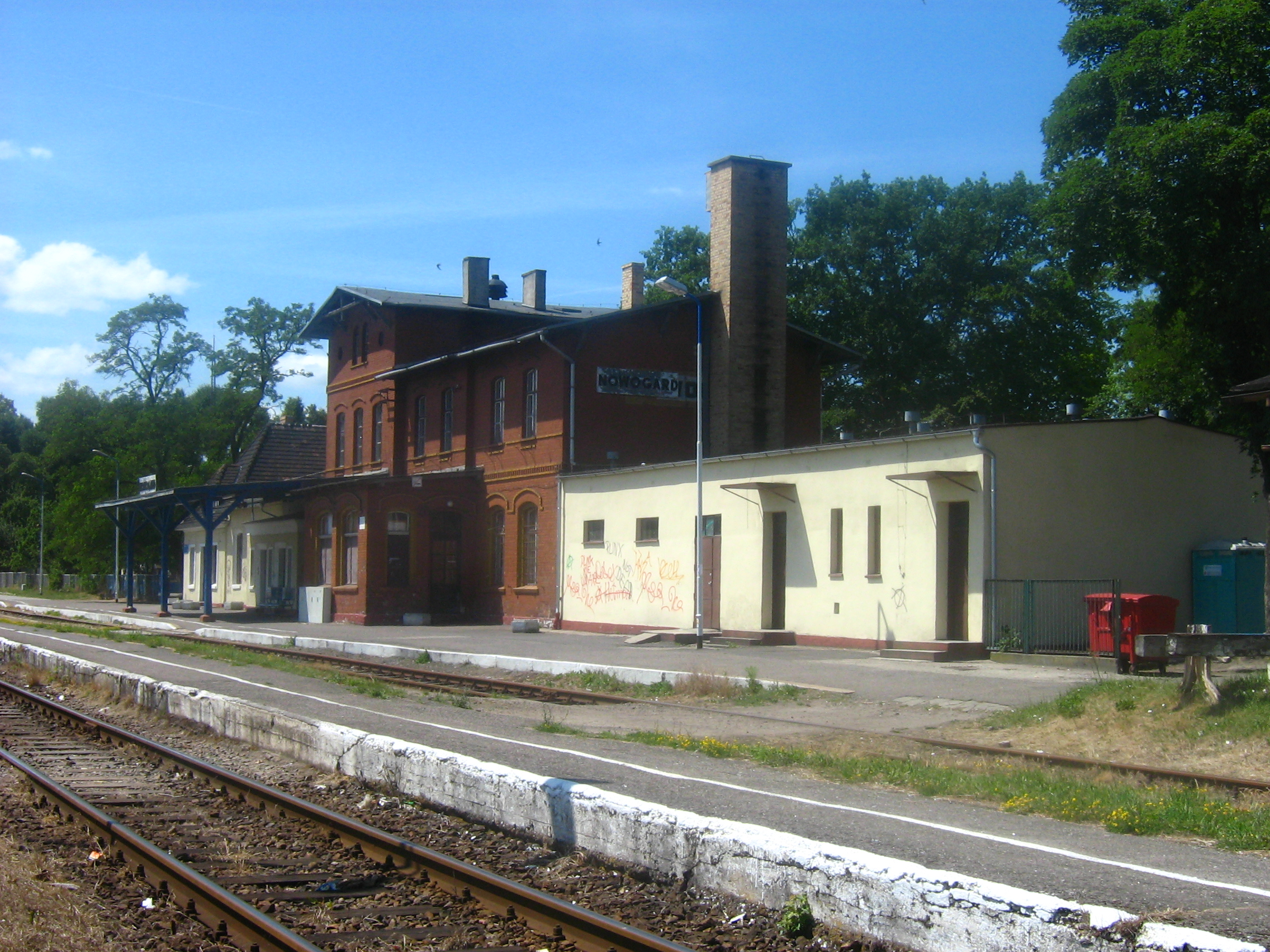
Stacja kolejowa w Nowogardzie, skąd w 2007 roku nastąpiła transmisja

Szyny były złe, a podwozie też było złe – nieporadność językowa reporterki TVP Ewy Michalskiej (obecnie Zielińskiej) wyemitowana 20 marca 2007 roku na antenie TVP3. Nagranie stało się memem w internecie; w serwisie YouTube na dzień 4 stycznia 2022 obejrzało je ponad 1 800 000 widzów. Cytat lub nawiązanie do niego pojawia się okazjonalnie w tytułach artykułów o wypadkach kolejowych.
Reporterka TVP relacjonowała informację dotyczącą wykolejenia czterech wagonów z kruszywem w Nowogardzie. Podczas wejścia na żywo do serwisu informacyjnego, reporterka na pytanie „Jakie są prawdopodobne przyczyny tego wykolejenia?” odpowiedziała:

Najprawdopodobniej albo... albo szyny, które nie były... nie są równe, albo po prostu no, tak jak mówiłam we wcześniejszym wejściu, ee, yy, szyny... szyny były złe... a podwozie... podwozie... podwozie... podwozie też było złe.

Reporterka tłumaczyła później, że na chwilę przed wygłoszeniem tego komunikatu została zdekoncentrowana przez osobę trzecią. Nagranie jest cytowane w kontekście błędów dziennikarskich, wskazywane jest jako jedna z największych wpadek w polskiej telewizji.
Ten błąd dziennikarski trafił do kultury popularnej – nawiązuje do niego utwór hip-hopowy Szyny były złe z 2017 Rogala DDL z albumu „Nielegal 215” i rapowy Szyny były złe z 2020 zespołu chillwagon.